# Решица-Міке
Решица-Міке (рум. Reșița Mică) — село у повіті Караш-Северін в Румунії. Входить до складу комуни Далбошец.
Село розташоване на відстані 331 км на захід від Бухареста, 49 км на південь від Решиці, 115 км на південний схід від Тімішоари.

## Населення
За даними перепису населення 2002 року у селі проживали 23 особи, усі — румуни. Усі жителі села рідною мовою назвали румунську.